# Ixcamilpa
Ixcamilpa település Mexikó Puebla államának Mixteca régiójában, Ixcamilpa de Guerrero község központja. Lakóinak száma 2010-ben 1354 volt. Neve a navatl nyelvből ered, ahol az ichcatla gyapotot vagy gyapjút/juhot jelent, a milli ültetvényt, a pa pedig helyhatározó rag, így a teljes név jelentése gyapotföldeken vagy juhok földjén lehet.

## Elhelyezkedés
A falu Puebla állam délnyugati csücskében, a Tlapaneco folyó északi (jobb) partján, egy kb. 700-720 méterrel a tengerszint fölött fekvő völgyben épült fel. Itt van Puebla 23-as számú állami útjának déli vége, tovább dél felé már csak egy szűk, kanyargós, rossz minőségű út vezet Oaxaca állam irányába.

## Története
Az aztékok által alapított falut 1522-ben foglalták el a spanyolok. Később Chiautla községhez tartozott, majd 1930-ban létrejött az önálló Ixcamilpa de Guerrero község, melynek központjává vált. 1917-ben két zapatista tábornok is a falu ostroma közben vesztette életét: először május 7-én Guadalupe Lucero, majd augusztus 5-én Francisco Lucero.

## Népesség
A falu népessége 1990-től a következőképpan alakult:
| Év   | Lakosság |
| ---- | -------- |
| 1990 | 1456     |
| 1995 | 1415     |
| 2000 | 1574     |
| 2005 | 1428     |
| 2010 | 1354     |

## Látnivalók, kultúra, turizmus
Egyetlen látnivalója a 18. századi Szent Katalin-templom.